# Liste der Staatsoberhäupter 949
Übersicht
◄◄ | ◄ | 945 | 946 | 947 | 948 | Liste der Staatsoberhäupter 949 | 950 | 951 | 952 | 953 | ► | ►►

Weitere Ereignisse

## Afrika
- Ägypten
  - Herrscher: Abu l-Qasim Unudschur ibn Muhammad (946–961)

- Äthiopien
  - Kaiser (Negus Negest): Tatadim (919–959)

- Fatimiden
  - Kalif: Ismail al-Mansur (946–953)

- Idrisiden in Marokko
  - Imam: Ahmad ibn al-Qasim (948–954)

## Asien
- Armenien
  - König: Abas I. (928–952)

- Bagan
  - König: Sale Ngahkwe (934–962)

- Champa
  - König: Indravarman III. (918–959)

- China
  - Kaiser: Liú Chéngyòu (948–950)
  - Liao (in Nordchina)
    - Kaiser: Liao Shizong (947–951)

- Georgien
  - König: Sumbat I. (945–958)

- Indien
  - Östliche Chalukya
    - König: Amma II. (947–970)

  - Chola
    - König: Paranthaha I. (907–955)

  - Pala
    - König: Gopala III. (945–962)

  - Pratihara
    - König: Devapala (948–954)

  - Rashtrakuta
    - König: Krishna III. (939–967)

- Iran
  - Buyiden
    - Herrscher von Dschibal: Rukn ad-Daula Abu Ali Hasan (947–977)
    - Herrscher von Fars und Chuzistan: Imad ad-Daula Abu l-Hasan Ali (934–949)
    - Herrscher: Adud ad-Daula (949–983)
    - Herrscher von Kirman: Muizz ad-Daula Abu l-Husain Ahmad (936–949)
    - Herrscher: Adud ad-Daula (949–983)

  - Saffariden
    - Herrscher: Abu Dschafar Ahmad (923–963)

  - Samaniden
    - Herrscher: al-Amir al-Hamid Nuh (943–954)

  - Ziyariden
    - Herrscher: Zahir ad-Daula Abu Mansur Woschmgir (935–967)

- Japan
  - Kaiser: Murakami (946–967)

- Khmer
  - König: Rajendravarman II. (944–968)

- Korea
  - Goryeo
    - König: Jeongjong (945–949)
    - König: Gwangjong (949–975)

- Mataram
  - König: Sri Isyana Tunggawijaya (947–985)

- Kalifat der Muslime
  - Kalif: al-Mutīʿ li-ʾllāh (946–974)

## Europa
- Bulgarien
  - Zar: Peter I. (927–969)

- Burgund
  - König: Konrad III. (937–993)

- Byzantinisches Reich
  - Kaiser: Konstantin VII. (913–959)

- Dänemark
  - König: Gorm (936–958)

- England
  - König: Eadred (946–955)
  - Jórvík
    - König: Erik I. (948–949)
    - König: Olaf Kravan (949–952)

- Westfrankenreich
  - König: Ludwig IV. (936–954)
  - Anjou
    - Graf: Fulko II. (941–958)

  - Aquitanien
    - Herzog: Wilhelm III. (935–963)

  - Auvergne
    - Graf: Robert II. (945–968)

  - Burgund (Herzogtum)
    - Herzog: Hugo der Schwarze (923–952)

  - Maine
    - Graf: Hugo I. (900–950)

  - Normandie
    - Herzog: Richard I. (943–996)

  - Grafschaft Toulouse
    - Graf: Raimund III. (923–960)

- Ostfrankenreich
  - König: Otto I. (936–973)
    - Bayern
      - Herzog: Heinrich I. (948–955)

    - Böhmen
      - Herzog: Boleslav I. (935–967)

    - Flandern
      - Graf: Arnulf I. (918–964)

    - Holland
      - Graf: Dietrich II. (939–988)

    - Lothringen
      - Herzog: Konrad der Rote (944–953)

    - Sachsen
      - Herzog: Otto I. (936–973)

    - Schwaben
      - Herzog: Hermann I. (926–949)

- Italien
  - Nationalkönig:  Lothar II. (946–950)
  - Benevent
    - Herzog: Pandulf I. (943–959)

  - Capua
    - Fürst: Landulf IV. (943–961)

  - Ivrea
    - Markgraf: Berengar II. (925–964)

  - Kirchenstaat
    - Papst: Agapitus II. (946–955)

  - Montferrat
    - Markgraf: Aleram I. (932–969)

  - Neapel
    - Herzog: Johannes III. (928–968/969)

  - Salerno
    - Fürst: Gisulf I. (946–978)

  - Sizilien (Kalbiten)
    - Emir: Hassan al-Kalbi (948–954)

  - Toskana
    - Herzog: Humbert (936–961)

  - Venedig
    - Doge von Venedig: Pietro III. Candiano (942–959)

- Kroatien
  - König: Miroslav (945–949)
  - König: Mihajlo Krešimir II. (949–969)

- Kiewer Rus
  - Großfürstin: Olga von Kiew (945–962)

- Norwegen
  - König: Håkon I. (935–961)

- Raszien
  - Groß-Župan: Časlav Klonimirović (927–950)

- Schottland
  - König: Malcolm I. (943–954)

- Spanien
  - Grafschaft Barcelona
    - Graf: Borrell II. (947–992)

  - Kalifat von Córdoba
    - Kalif: Abd ar-Rahman III. (912–961)

  - Kastilien
    - Graf: Fernán González (945–970)

  - León
    - König: Ramiro II. (931–951)

  - Navarra
    - König: García I. (931–970)

- Ungarn
  - Großfürst: Fajsz (948–955)

- Wales
  - Gwynedd
    - Fürst: Howell der Gute (942–950)

  - Powys
    - Fürst: Hywel ap Cadell (942–950)